# دشت لاله
دهستان دشت لاله شهرستان مهر استان فارس

دشت‌لاله، روستایی از توابع بخش الوار گرمسیری شهرستان اندیمشک در استان خوزستان ایران است.
دشت‌لاله، روستایی از توابع چلگرد در استان چهارمحال و بختیاری ایران است.

## جمعیت
این روستا در دهستان مازو قرار دارد و براساس سرشماری مرکز آمار ایران در سال ۱۳۹۵، جمعیت آن ۳۱ نفر (۹خانوار) بوده‌است.